# Chris Latham
Christopher Eric Latham (Narrabri, 8 settembre 1975) è un ex rugbista a 15 e allenatore di rugby a 15 australiano, estremo che è il secondo miglior realizzatore di mete della storia degli Wallabies, avendone messe a segno 40. Campione del mondo 1999, al termine della stagione 2009-10 non è ancora noto il suo futuro, non avendo egli ancora deciso se proseguire la sua carriera da giocatore.

## Biografia
Nativo del Nuovo Galles del Sud, Latham iniziò la carriera nel Randwick e rappresentò la sua federazione nel campionato provinciale e i Waratahs nel Super 12 1997, anno del suo esordio: furono 11 le presenze totali, 10 delle quali nel campionato professionistico.
Già nel 1998 fu ingaggiato dai Queensland Reds, franchise di Brisbane, e nello stesso anno debuttò anche negli Wallabies, in un test match contro la Francia al Parco dei Principi di Parigi; un anno più tardi, con solo cinque test match alle spalle, debuttò nella Coppa del Mondo di rugby 1999, in cui disputò un solo incontro, e nella quale l'Australia si laureò campione del mondo.
Nel 2000 fu premiato per la prima volta come miglior giocatore del Super 12, riconoscimento che poi si conquistò per tre stagioni consecutive dal 2003 al 2005.
Fu presente anche alla Coppa del Mondo di rugby 2003 che l'Australia disputò in casa, e nella quale giunse fino alla finale, poi persa contro l'Inghilterra, e nel 2000 e 2004 fu invitato dai Barbarians in due incontri con Sudafrica e Nuova Zelanda.
Alla fine del 2006 incorse in un infortunio ai legamenti del ginocchio che lo tenne fuori per gran parte dell'anno successivo; ciononostante fu nuovamente disponibile per la Coppa del Mondo di rugby 2007 in Francia nel corso della quale disputò i suoi ultimi incontri internazionali: sceso in campo in tutti i cinque match in cui l'Australia fu impegnata, chiuse la sua carriera internazionale a Marsiglia nei quarti di finale, allorquando gli Wallabies furono eliminati dalla Coppa del Mondo a opera dell'Inghilterra.
Complessivamente, in Nazionale disputò 78 incontri con 40 mete: al giugno 2010 solo David Campese ne ha realizzate di più, 64.
Il 2008 fu l'ultima stagione con i Reds, con i quali giunse a 99 incontri in Super Rugby e 119 assoluti considerando anche le presenze nel campionato provinciale; a fine stagione firmò un impegno biennale con la squadra inglese del Worcester; nel maggio 2010 Latham decise di tornare in Australia per seguire la propria famiglia, anche se non si è tuttora espresso sul suo futuro, avendo ricevuto anche un'offerta da un club giapponese per disputarvi una stagione.

## Palmarès
- Coppe del mondo: 1
Australia: 1999.